# Камера тусклых объектов

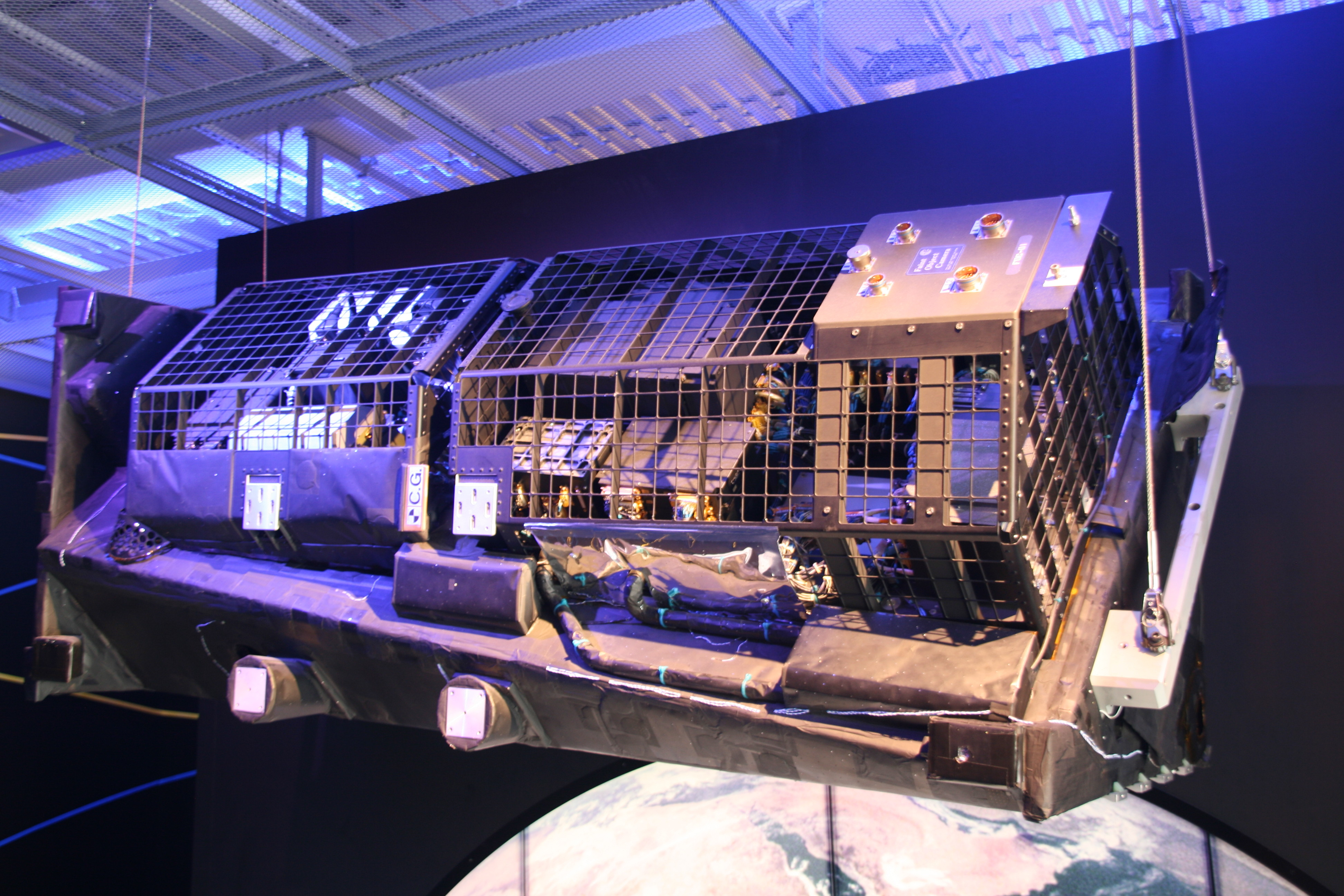
Камера Тусклых Объектов (Dornier Museum)

Камера Тусклых Объектов (англ. Faint Object Camera) — оптический прибор, который был установлен на телескопе Хаббл с момента его запуска в 1990 году и до 2002 года.  Потом её заменила Улучшенная камера для измерений (англ. Advanced Camera for Surveys). 
Камера была построена немецкой авиастроительной компанией "Dornier" при финансовой поддержке Европейского космического агентства. Прибор состоит из двух независимых систем, разработанных для обеспечения крайне высокого разрешения, превышающего 0,05 арксекунды.
Камера разработана улавливать слабое ультрафиолетовое излучение и оптический спектр от 115 до 650 нанометров. Камера могла работать в трех режимах: низкого, среднего и высокого разрешения:
|                 | Угловое разрешение | Поле зрения    |
| --------------- | ------------------ | -------------- |
| Низкое (f/48)   | 0.043 арксекунды   | 22 арксекунды  |
| Среднее (f/96)  | 0.022 арксекунды   | 11 арксекунды  |
| Высокое (f/288) | 0.0072 арксекунды  | 3.6 арксекунды |

## Примеры
|  |  |  |

## Внешние ссылки
- The Corrective Optics Space Telescope Axial Replacement (Costar) Архивная копия от 5 сентября 2007 на Wayback Machine